# نيفين رامز
نيفين حسين رامز (10 يونيو 1950 - 6 ديسمبر 2016) ممثلة مصرية راحله ولقد كانت زوجة الممثل المصري محمد صبحي وهي تنتمي لعائلة فنية عريقة وهى عائلة رضا الشهيره بتأسيس «فرقة رضا» الاستعراضية.

## حياتها المبكره
التحقت بالمعهد العالي للفنون المسرحية، وعملت في بداية حياتها في فرقة رضا للفنون الشعبية كمؤدية وأدارت الفرقة أيضًا لفترة ولقد شاركت في بطولة فيلم «إجازة نص السنة»، بينما لم يتجاوز عمرها 10 أعوام.

## حياتها الشخصية
تربطها قرابة بالإعلامية دينا رامز، فهي عمتها ولقد أنجبت من محمد صبحي ولدين وهما مريم وكريم.

## من أعمالها
- مسرحية «أنت حر»، حيث شاركت زوجها الممثل محمد صبحي.[1]
- مسرحية «كارمن» (2000) حيث عملت الممثل محمد صبحي معه كمساعد مخرج.[1]
- مسرحية هاملت (1977) حيث أدت دور حبيبة هاملت أوفيليا.[2]

## مرضها
أصيبت في أواخر أيامها بمرض السرطان وكانت في رحلة علاج مطولة بالولايات المتحدة الأمريكية.

## وفاتها
توفيت في يوم 6 ديسمبر 2016 بعد معاناه طويلة مع المرض.

## وصلات خارجية
- نيڤين رامز على موقع قاعدة بيانات الأفلام العربية